# Station Saint-Cyr-les-Lecques-la-Cadière
Station Saint-Cyr - les Lecques - la Cadière is een spoorwegstation in de Franse gemeente Saint-Cyr-sur-Mer.